# Municipalità locale di Mantsopa
La municipalità locale di Mantsopa (in inglese Mantsopa Local Municipality) è una municipalità locale del Sudafrica situata nella provincia del Free State. In base al censimento del 2001 la sua popolazione è di 55.342 abitanti.
Già ricompresa nella municipalità distrettuale di Motheo, è entrata successivamente a far parte della municipalità distrettuale di Thabo Mofutsanyane.
La sede amministrativa e legislativa è la città di Ladybrand e il suo territorio si estende su una superficie di 4.290 km² ed è suddiviso in 8 circoscrizioni elettorali (wards). Il suo codice di distretto è FS173.

## Geografia fisica

### Confini
Prima delle variazioni territoriali intercorse, la municipalità locale di Mantsopa confinava a nord con quelle di Masilonyana (Lejweleputswa) e Setsoto (Thabo Mofutsanyane), a est e a sud con il Lesotho e a ovest con quelle di Naledi e Mangaung.

### Città e comuni
- Borwa
- Dipeleng
- Excelsior
- Hobhouse
- Ladybrand
- Mahalatswetsa
- Manyatseng
- Thaba Phatshwa
- Thusanong
- Tweesrpruit

### Fiumi
- Caledon
- Groot – Vet
- Klein – Vet
- Klipspruit
- Leeu
- Leeuspruit
- Lengana
- Mc Cabes Spruit
- Modderpoortspruit
- Mokopu
- Mprakabi
- Tweelingspruit

### Dighe
- Armenia Dam
- England Dam
- Frankfort Dam
- Lovedale Dam
- Newbury Dam
- Tweesrpruit Dam
- Wonderkop Dam